# 광진구 갑
서울 광진구 갑은 대한민국의 국회의원 선거구이다. 서울특별시 광진구 일부 지역을 관할하며, 5호선, 7호선과 인접하여 있다. 현 지역구 국회의원은 더불어민주당의 이정헌이다.

## 역사
대한민국 제15대 국회의원 선거부터 신설되었다. 광진구 자체가 성동구의 일부였다가 1995년 3월 1일 분리 신설되었기에, 그 이전에는 성동구 병 선거구의 일부였다. 성동구에서 분리된 이후 광진구의 중곡동, 능동, 구의2동, 광장동, 군자동 일대를 묶어 '광진구 갑'이 되었으며, 나머지 지역인 구의1동, 구의3동, 자양동, 노유동, 화양동은 '광진구 을'이 되었다.

## 관할 구역
| 대수  | 관할 구역                                                                          |
| ----- | ---------------------------------------------------------------------------------- |
| 15대~ | 광진구 중곡제1동, 중곡제2동, 중곡제3동, 중곡제4동, 능동, 구의제2동, 광장동, 군자동 |

## 역대 국회의원
| 선거   | 정당 | 정당           | 의원   |
| ------ | ---- | -------------- | ------ |
| 1996년 |      | 새정치국민회의 | 김상우 |
| 2000년 |      | 한나라당       | 김영춘 |
| 2004년 |      | 열린우리당     | 김영춘 |
| 2008년 |      | 한나라당       | 권택기 |
| 2012년 |      | 민주통합당     | 김한길 |
| 2016년 |      | 더불어민주당   | 전혜숙 |
| 2020년 |      | 더불어민주당   | 전혜숙 |
| 2024년 |      | 더불어민주당   | 이정헌 |

## 역대 선거 결과

### 대한민국 제15대 국회의원 선거
|  | 29.59% |

|  | 27.93% |

|  | 15.42% |

|  | 15.24% |

|  | 10.99% |

|  | 0.81% |

### 대한민국 제16대 국회의원 선거
|  | 50.79% |

|  | 41.40% |

|  | 4.00% |

|  | 3.79% |

### 대한민국 제17대 국회의원 선거
|  | 50.73% |

|  | 40.62% |

|  | 7.02% |

|  | 0.89% |

|  | 0.48% |

|  | 0.24% |

### 대한민국 제18대 국회의원 선거
|  | 53.77% |

|  | 35.77% |

|  | 7.15% |

|  | 3.28% |

### 대한민국 제19대 국회의원 선거
|  | 52.11% |

|  | 44.55% |

|  | 3.33% |

### 대한민국 제20대 국회의원 선거
|  | 40.67% |

|  | 37.94% |

|  | 19.93% |

|  | 0.87% |

|  | 0.57% |

### 대한민국 제21대 국회의원 선거
|  | 53.68% |

|  | 40.60% |

|  | 3.49% |

|  | 1.74% |

|  | 0.46% |

### 대한민국 제22대 국회의원 선거
|  | 52.53% |

|  | 47.46% |

## 같이 보기
- 서울특별시의 선거구
- 광진구